# 劳斯莱斯 AE 3007
劳斯莱斯AE 3007是劳斯莱斯生产的涡轮扇引擎。军用型号是F137。

## 设计和发展
这种引擎最大提供9440磅（42千牛）推力。由风扇，14级高压压缩机，2级高压涡轮和3级低压涡轮组成。与AE 1107C-Liberty和AE 2100共用核心。

## 适用飞机
- 波音 MQ-25刺鰩無人機
- 塞斯纳 奖状X
- 巴西航空工业 ERJ-145系列
- 巴西航空工业 莱格赛600
- 巴西航空工业 R-99空中預警機（英语：Embraer R-99）
- 諾斯洛普·格魯門公司 MQ-4C海神偵察機
- 諾斯洛普·格魯門公司 RQ-4全球鷹偵察機

## 规格

### 一般规格
- 类型：涡轮扇引擎
- 长度：106.5英寸（2705毫米）
- 直径：28.5英寸（978毫米）
- 净重：1585磅（719千克）

### 部件
- 压缩机：14级高压轴流压缩机和单级进气风扇
- 涡轮：2级高压和3级低压

### 性能
- 最大推力：6495～9440磅（28.9～42.0千牛）
- 总压力比例：18～20:1
- 涡轮入口温度：994℃
- 推重比：4.1～5.6

## 外部連結
- Rolls-Royce AE 3007 page （页面存档备份，存于）
- Rolls-Royce AE 3007 factsheet[永久]